# Maria Sibylla Merianbrug
De Maria Sibylla Merianbrug (brug 2297) is een bouwkundig kunstwerk in Amsterdam-Oost.
De brug werd aangelegd in verband met de renovatie van Park Frankendael. Dat had in de loop der jaren een achterstand in onderhoud opgelopen en werd onder leiding van architectenbureau Sant en Co van Edwin Santhagens gereed gemaakt voor de moderne tijd. Daartoe werd het padenstelsel aangepast en de waterhuishouding verbeterd. Het park dat bijna geheel omsloten is door een ringgracht/sloot had behoefte aan een aantal bruggen. Brug 2297 werd in die periode aangelegd naar wat voorheen het terrein was van de Stadskwekerij, dat in dezelfde tijd geïntegreerd werd in het park.
De brug, ontworpen door Edwin Santhagens, is gebouwd op een betonen paalfundering met daarop houten jukken. Over de jukken lopen houten balken die het houten dek dragen. De leuningen worden gevormd door rechtopstaande houten balken waartussen een metalen leuning en staalkabels. Het hout is grotendeels blank gehouden. De brug geeft een in- en uitgang van het park aan de Middenweg. 
De brug ging vanaf oplevering naamloos door het leven. Amsterdammers kunnen sinds 2016 verzoeken indien om bruggen een naam te geven zodat zij opgenomen kunnen worden in de Basisregistratie Adressen en Gebouwen. Er werd een verzoek ingediend om een van de bruggen te vernoemen naar kunstenares en entomologe Maria Sibylla Merian. Het verzoek werd in april 2020 door de gemeenteraad ingewilligd. 